# Liemeer
Liemeer est une ancienne commune néerlandaise de la province de la Hollande-Méridionale.
Liemeer est né d'un changement de nom de la commune de Nieuwveen, le 1er janvier 1994, qui était resté le nom temporaire de la commune formée le 1er janvier 1991 par la fusion de Nieuwveen et de Zevenhoven.
Le 1er janvier 2007, Liemeer est rattaché à Nieuwkoop, en même temps que Ter Aar.